# Capitignano
Capitignano es un municipio de Italia situado en la provincia de L'Aquila, en los Abruzos. Cuenta con 691 habitantes (2009). Forma parte de la Comunità Montana Amiternina.

## Demografía
| Gráfica de evolución demográfica de Capitignano entre 1861 y 2001 |
|                                                                   |
| Fuente ISTAT - elaboración gráfica por Wikipedia                  |